# آريان مارتل
أريان نايميروس مارتِل (بالإنجليزية: Arianne Nymeros Martell)‏ هي شخصية خيالية ظهرت في سلسلة روايات الخيال الملحمية أغنية الجليد والنار للمؤلف الأمريكي جورج آر. آر مارتن. وهي فرد في آل مارتِل ووريثة مملكة دورن الصحراوية. تم ذكر أريان لأول مرة في لعبة العروش (1996) وظهرت لأول مرة في وليمة للغربان (2005). ظهرت الشخصية أيضًا في رقصة مع التنانين (2011) وستظهر في الكتاب القادم رياح الشتاء.
أريان هي أول شخصية ملوَّنة [الإنجليزية] يتم تقديمها كشخصية وجهة نظر في سلسلة الكتب  وقد تم استقبالها بشكل إيجابي كشخصية أنثوية قوية ومعقدة. نتيجة لقصتها في وليمة للغربان، والتي تتناول كفاح أريان لتقويض النظام الأبوي في ويستروس، فقد وُصفت أحيانًا بأنها «أيقونة نسوية». تم حذف أريان بشكل مثير للجدل من المسلسل التلفزيوني المقتبس صراع العروش، حيث تم منح دورها إلى إلاريا ساند ولكن تم تغيير قصة دورن بشكل كبير.